# Thomas Troelsen
Thomas Troelsen (nascido em 6 de outubro de 1981) é um cantor, compositor e produtor musical dinamarquês.
Troelsen é o produtor responsável por vários singles de sucesso nas paradas musicais, como "Move Your Feet" do Junior Senior, "Hot Summer" do Monrose, "My Secret Lover" do PRIVATE e "Eat You Up" de BoA. Ele também foi o vocalista da banda Superheroes e atualmente está a frente da banda PRIVATE. Em 2001 ele abriu seu estúdio de gravação, o Delta Lab Studios, em Copenhague, Dinamarca.